# Althea Gyles
Althea Gyles (janvier 1867-23 janvier 1949) est une poète et une artiste irlandaise. Elle est connue pour ses conceptions de couverture de livre, pour les écrivains qui comprenaient WB Yeats.

## Jeunesse
Margaret Alithea Gyles est née à Bath dans le Somerset et y est baptisée à Walcot le 5 février 1867. Elle a deux sœurs aînées, Lena Louisa et Maud Mary, toutes deux également nées à Bath. 
Le domicile familial se trouve à Kilmurry dans le comté de Waterford. George Gyles, son père, appartient à une importante famille anglo-irlandaise qui, selon WB Yeats, est « si hautaine que leurs voisins les appellent la famille royale ». Sa mère, Alithea Emma Gyles, est la fille d'un évêque de Hereford, Edward Gray, et d'une nièce de Charles Gray, 1er comte Grey. La famille déménage à Dublin en 1889.
Gyles rompt les liens avec sa famille et subvient à ses propres besoins en vendant une montre et en écrivant des histoires pour un journal irlandais. À cette époque, elle fréquente une école d'art sur St Stephen's Green. Voyant ses mauvaises conditions de vie et sa pauvreté, EJ Dick l'invite à vivre dans the household, une commune théosophique au 3 Ely Place. Les autres personnes qui y vivent à l'époque sont l'épouse de Dick et George William Russell. Lorsque WB Yeats rejoint le ménage en 1891, il décrit Gyles comme « une étrange fille aux cheveux roux, dont toutes les pensées sont tournées vers la peinture et la poésie ». Gyles se querelle avec les Dicks et retourne à « la famine et la misère [qui] ont une grande part dans son rituel de culte ». Alors qu'elle vit au 53, Mountpleasant Square, elle a écrit un roman inédit, The Woman without a Soul, dont l'intrigue se concentre sur un magicien noir.

## Carrière

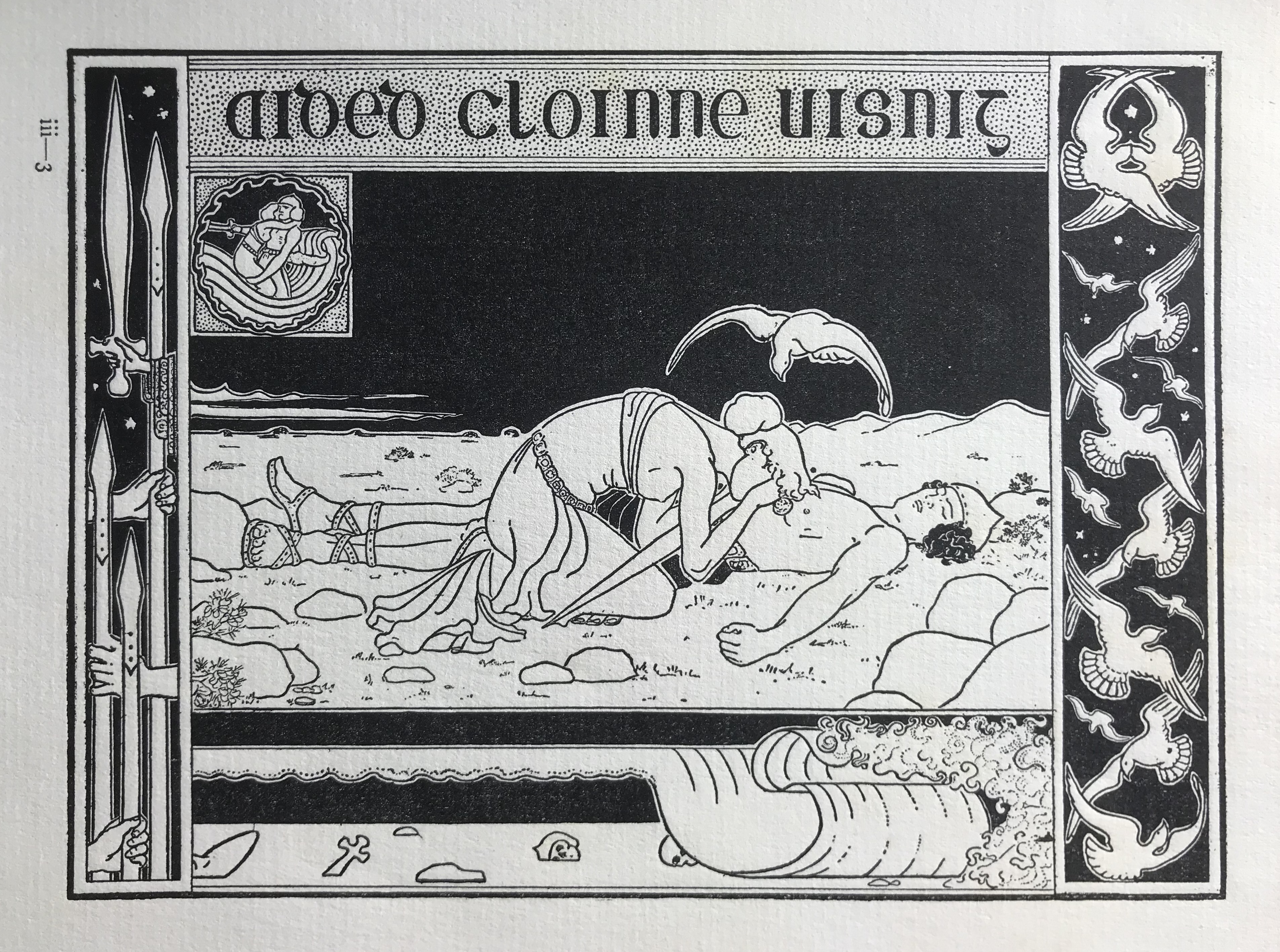
La mort violente des enfants d'Uisnigh, dans The Dome, 1897

Gyles quitte Dublin pour Londres en 1892, où elle reprend ses études d'art, d'abord chez Pedders, puis à partir de 1893 à la Slade School of Fine Art. Pendant son séjour à Londres, elle côtoie des écrivains, dont Oscar Wilde, qui apprécie grandement son travail. En 1896, Gyles établit un studio au 86 Charlotte Street sur Fitzroy Square et est ami de la critique d'art Lady Colin Campbell et de l'artiste Mabel Dearmer. Son poème Dew-time est publié dans le Pall Mall Magazine en octobre 1894. Elle illustre également le poème, qui est influencé par George Russell. En juin 1896, son dessin The Offering of Pan apparaît dans The Commonweal et en 1897, elle illustre Deirdre de TW Rolleston : the Feis Ceoil Prize Cantata. À cette époque, elle et Yeats s'intéressent à l'Ordre hermétique de l'aube dorée, dont l'iconographie cabbalistique influence sa conception de la couverture du livre de Yeats The Secret Rose (1897). Elle conçoit également la couverture de ses Poems (1899) et The Wind among the Reeds (1899) ainsi que pour The Idylls of Killowen du père Matthew Russell (1898). 
Yeats écrit sur Gyles : 
Yeats et Gyles sont des connaissances d'Aleister Crowley, avec qui Gyles a une liaison amoureuse. Leurs expériences avec la magie et la vision astrale sont relatées par Crowley comme ses personnages fictifs, avec Crowley comme Count Swanoff, Gyles comme Hypatia Gay et Yeats comme Will Bute. En 1899, Gyles illustré The Harlot's House de Wilde, publié par Leonard Smithers. Gyles s'implique sentimentalement avec Smithers, ce qui amene finalement Yeats à prendre ses distances. Plus tard en 1899, elle conçoit les couvertures pour les Décorations d'Ernest Dowson, qui comportent une rose stylisée que Yeats décrit comme son « symbole central ». Pour la partie supérieure de The Night (1900), de John White-Rodyng, elle représente quatre oiseaux tourbillonnants picorant un cœur entre un soleil et une lune, avec des étoiles. À la mi-septembre 1900, Arthur Symons la découvre dans une pièce vide du 15, Granby Place, Hampstead Road, « sans rien dans les lieux, sauf cinq livres (dont un exemplaire de présentation d'Oscar Wilde) et un ou deux fantastiques ornements en or qu'elle portait, du chloral à ses côtés et le lit parsemé de MSS. » Gyles avait laissé sa bibliothèque avec Yeats pour la sauver des huissiers de justice. Symons vend le poème de Gyles For a Sepulchre au Saturday Review . Elle est en convalescence à l'Hospital for Diseases of the Chest, sur la City Road, lorsque Smithers fait faillite. En novembre 1900, elle offre à Smithers 6 £ pour les funérailles de Wilde, ce qu'il refuse.
Au moment du recensement de 1901 au Royaume-Uni, Gyles est une visiteuse de la maison d'Helen Croker à Bournemouth et se décrit comme « artiste sculptrice », célibataire, âgée de 34 ans. 

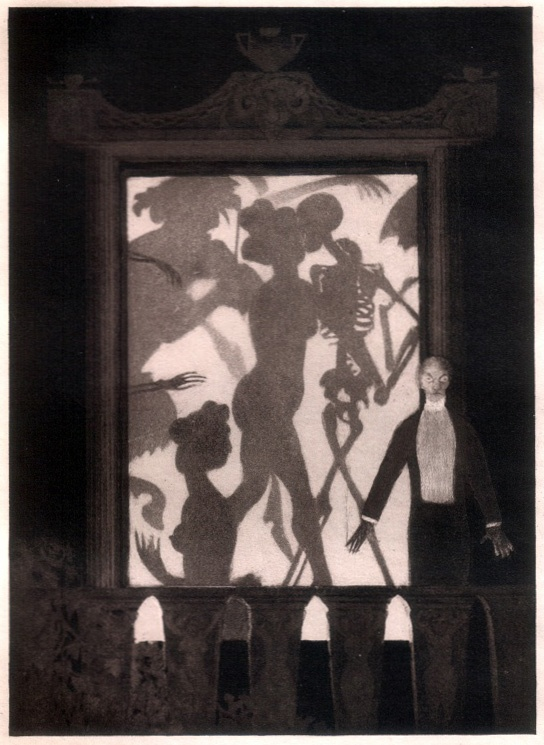
Une illustration de Gyles de The Harlot's House (1904)

Symons décrit Smithers comme « une brute ivre que personne ne pouvait supporter », qui l'a « quittée dès qu'il avait aliéné ses autres amis ». La rupture de la relation de Smithers et Gyles cause un effondrement de sa santé, dont elle ne se remet jamais complètement et son travail est effectivement terminé. Son seul travail restant est le frontispice rejeté pour The Wind Among the Reeds de Yeats, réutilisé pour The Shadowy Waters (1900), et conservé à la British Library. La conception de la colonne vertébrale pour The Secret Rose est réutilisée dans l'édition de 1902, mais on ne sait pas si Gyles est impliquée dans cette refonte. En 1903, ses conceptions de la première et quatrième de couverture pour The Wind Among the Reeds sont redessinées, mais il est peu probable qu'elle les redessine. Par la suite, Yeats refuse un certain nombre de ses créations de dos de livre.
Gyles publie parfois des vers dans le Saturday Review, le Candid Friend, The Kensington, The Venture, The Academy, Orpheus et The Vineyard. Ses difficultés financières continuent, refusant l'aide de sa famille. L'ami de Gyles, Cecil French, la décrit comme « une noble difficile qui est toujours devenu le désespoir de ceux qui l'ont aidée ». Bien qu'elle ait compilé un volume de son verset, il reste une transcription, en raison de son incapacité à le prouver, avec elle affirmant que « l'effort la tuerait ; personne d'autre n'est autorisé à corriger les épreuves. » Les transcriptions sont conservées dans les archives d' Arthur Henry Bullen. Compton et Faith Mackenzie lui ont rendu visite à son domicile à Paradise Walk, Chelsea, décrivant ses conditions de vie comme ayant « une atmosphère de pauvreté sordide », conduisant le couple à l'inviter à Cornwall en mai 1908.
En 1908, Gyles vit au 2 Oakley Crescent à Chelsea, avec Francis John Stamford et Minnie Brook. 
L'un des projets inachevés de Gyles est un alphabet qu'elle concevait, The alphabet of the wonderful wood, vers 1906. Eleanor Farjeon la décrit comme « très douée, en tant qu'écrivain et artiste ; avec le genre de tempérament qui se tient à sa propre lumière », mais ajoute qu'elle est « fascinante et épuisante ». En 1914, elle publie Letters to Children about Drawing, Painting, and Something More, en utilisant le nom de plume John Meade.

## Fin de vie

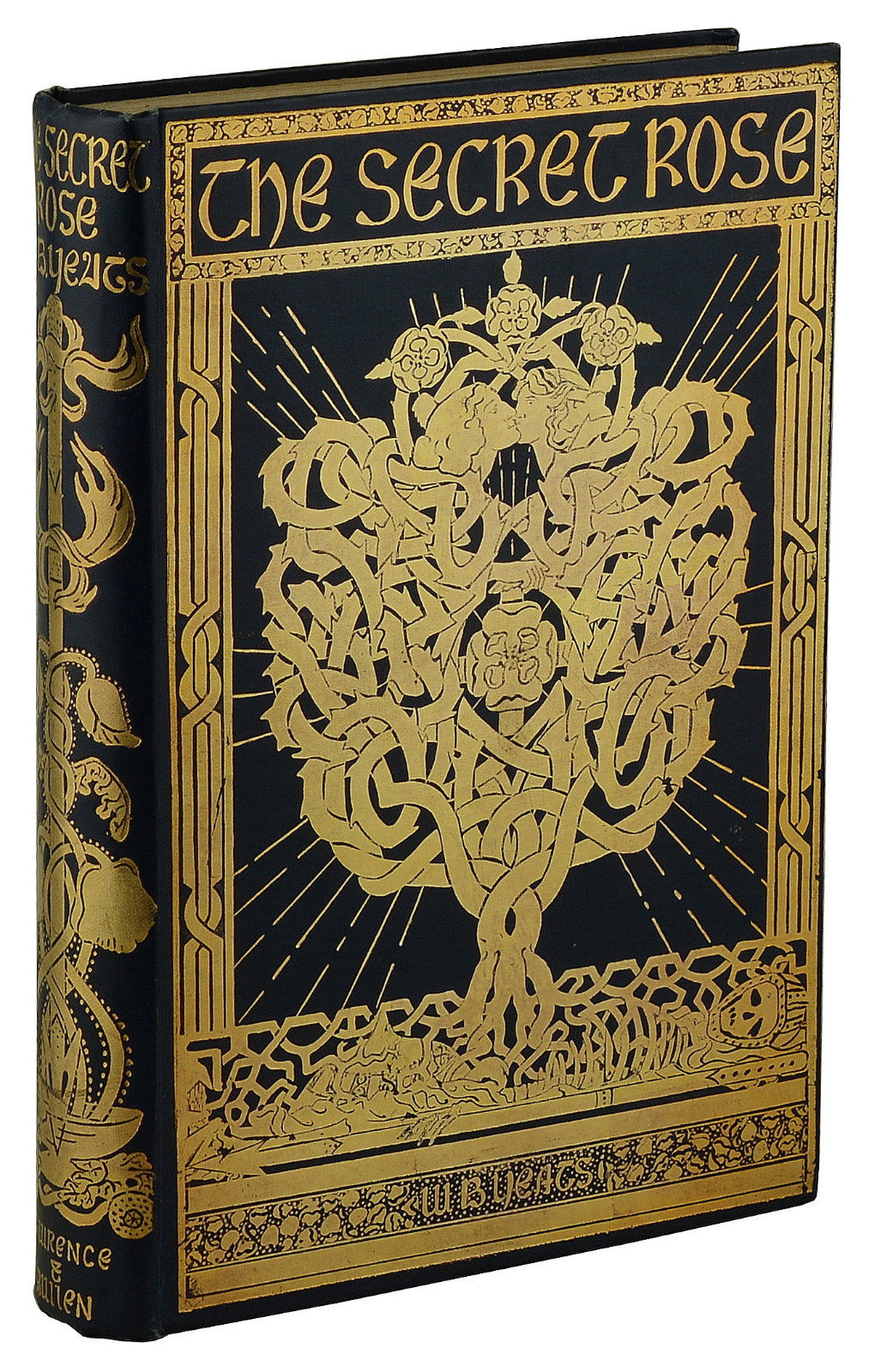
The Secret Rose, 1897, couverture par Althea Gyles.

Bien que Gyles continue à travailler, à écrire et à peindre, elle dérive également et est en mauvaise santé. Elle gravite vers une variété de mouvements et d'intérêts, notamment l'écriture d'horoscope, le bouddhisme, l'antivivisection et le végétarisme, tout en étant soutenue par des mécontents mécontents tels que Clifford Bax, qui la considérait comme un parasite. L'éditeur Grant Richards l'encourage à écrire ses mémoires des années 1890. Elle écrit donc un roman, Pilgrimage, que Richards rejette en février 1921, mais il continue à demander des mémoires jusqu'en 1924. Elle écrit à Farjeon dans les années 1930, alors qu'elle vit dans des conditions horribles dans un sous-sol de Brixton, avec un gros chien bâtard. La dernière adresse enregistrée pour elle est le 19, Tredown Road, Lewisham, où sa chambre est vide à l'exception d'une chaise longue, de quelques bric-à-brac et de ses manuscrits. 
Gyles meurt dans une maison de soins infirmiers au 69 Crystal Palace Park Road à Beckenham dans le Kent, le 23 janvier 1949. 
Dans le roman de Faith Compton Mackenzie, Tatting (1957), un personnage appelé Ariane Berden est basé sur Gyles,.  
Des photographies de Gyles avec Constance Markievicz sont découvertes en 2007. Ses manuscrits font maintenant partie des collections de l'université de Reading.